# گریت بارفورد
گریت بارفورد (به انگلیسی: Great Barford) یک روستا و محله مدنی در بریتانیا است که در Bedford واقع شده‌است. گریت بارفورد ۱٬۹۳۰ نفر جمعیت دارد.

## خواهرخوانده
شهر وولشتاین خواهرخواندهٔ گریت بارفورد هست.